# Ngaraard

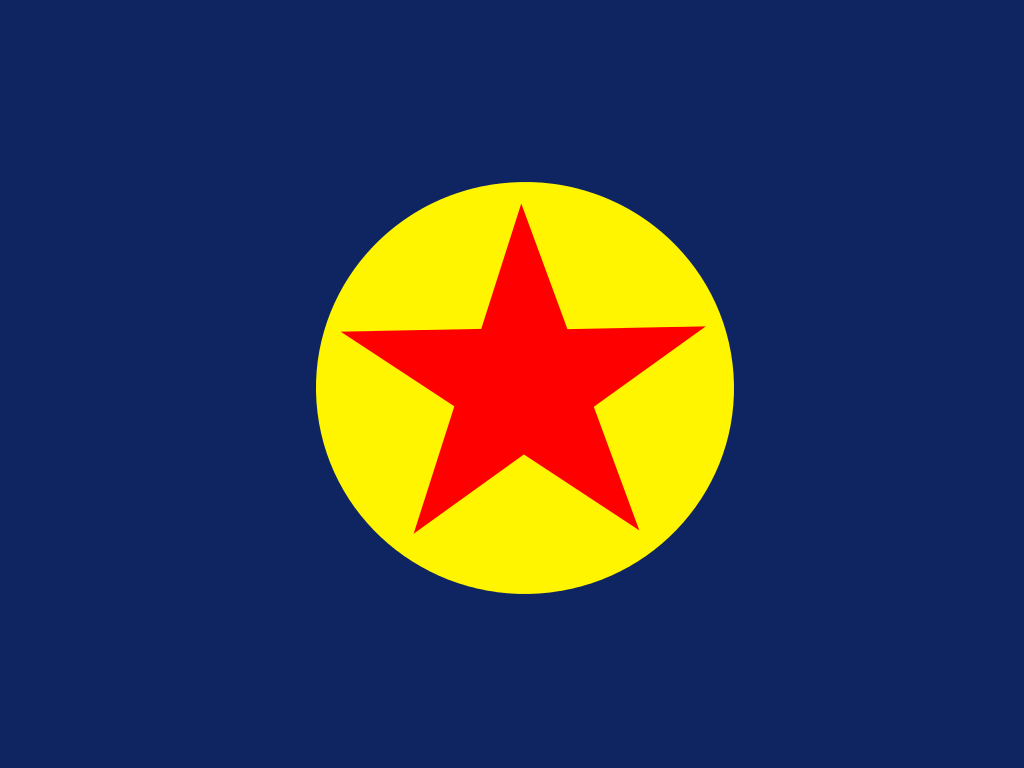
Stara flaga Ngaraardu

Ngaraard – jeden z 16 stanów na Palau. Liczy on prawie 600 mieszkańców. 